# Canton de Ménigoute
Le canton de Ménigoute est une ancienne division administrative française située dans le département des Deux-Sèvres et la région Poitou-Charentes.

## Géographie
Ce canton était organisé autour de Ménigoute dans l'arrondissement de Parthenay. Son altitude varie de 122 m (Ménigoute) à 271 m (Saint-Martin-du-Fouilloux) pour une altitude moyenne de 211 m.

## Administration

### Conseillers généraux de 1833 à 2015
| Période         | Période           | Identité                          | Étiquette    | Qualité |
| --------------- | ----------------- | --------------------------------- | ------------ | --- |
| 1833            | 1836 (démission)  | M. Theurier                       |              | Propriétaire à Chantecorps |
| 1836            | 1839              | Louis François Garran de Balzan   |              | Conseiller à la Cour royale de Poitiers Propriétaire à Saint-Maixent et à Fomperron                                                |
| 1839            | 1848              | Pierre René Leboiteux-Grusardière |              | Maire de Vasles |
| 1848            | 1852              | Prosper Casimir                   |              | Propriétaire et juge de paix à Ménigoute                                                                                           |
| 1852            | 1861              | Joseph Guérinière                 |              | Maire de Vausseroux |
| 1861            | 1864              | Jean Jacques Florimond Jarrassé   |              | Avocat avoué, magistrat Maire de Parthenay                                                                                         |
| 1864            | 1877              | René-Charles Leboiteux            | Droite       | Chef d'escadron d'artillerie en retraite Propriétaire à Vasles                                                                     |
| 1877            | 1902 (décès)      | François Garran de Balzan         | Républicain  | Propriétaire agricole Sénateur (1886-1902) Maire d'Augé (1875-1876) Maire de Vausseroux (1876-1877)                                |
| 1902            | 1940              | Louis Demellier                   | Rad.         | Avocat Maire de Vautebis (1904-1943) Député (1906-1919 et 1924-1928) Sénateur (1929-1943) Président du Conseil Général (1924-1940) |
|                 |                   |                                   |              | |
| 1943            | 1945              | Ernest Bordage (1876-1955)        |              | Huissier Président de la délégation spéciale de Ménigoute Nommé conseiller départemental en 1943                                   |
|                 |                   |                                   |              | |
| 1945            | 1949              | Léon Brunet                       | Rad.         | Président de la laiterie de Ménigoute                                                                                              |
| 1949            | 1950 (annulation) | Camille Roullet                   | RPF          | Médecin, maire de Vasles |
| 18 février 1951 | 1958 (décès)      | Léon Brunet                       | Rad.         | Président de la laiterie de Ménigoute                                                                                              |
| 24 août 1958    | 1969 (démission)  | Henri Dupuis                      | DVD          | Maire de Chantecorps |
| 11 mai 1969     | 1973              | Emmanuel Chaboceau                | DVD          | Vétérinaire Maire de Vasles (1965-1989)                                                                                            |
| 1973            | 2004              | André Dulait                      | DVD puis UDF | Vétérinaire Sénateur (1995-2014) Président du Conseil général (1988-2000) Maire de Ménigoute jusqu'en 2008                         |
| 2004            | 2011              | Jean-Charles Pied                 | DVG          | Agent d'assurances Conseiller municipal de Vasles                                                                                  |
| 2011            | 2015              | Didier Gaillard                   | DVD          | Agriculteur, producteur de foie gras Maire de Ménigoute                                                                            |

### Conseillers d'arrondissement (de 1833 à 1940)
| Période                                  | Période | Identité                       | Étiquette   | Qualité |
| ---------------------------------------- | ------- | ------------------------------ | ----------- | --- |
| 1833                                     | 1836    | Charles Leboiteux-Goussardière |             | Maire de Vasles                                                                                             |
| 1836                                     | 1848    | Pierre Rougier (1792-1868)     |             | Propriétaire, maire de Fomperron                                                                            |
|                                          |         |                                |             | |
| 1877                                     |         | Émile Auzon-Duparc             | Républicain | Maire de Ménigoute                                                                                          |
|                                          |         |                                |             | |
| av.1887                                  | 1901    | Stanislas Gaby                 | Républicain | Agriculteur à Coutières                                                                                     |
|                                          |         |                                |             | |
| 1908                                     | 1940    | François-Eugène Caillaud       | Rad.        | Agriculteur, maire de Chantecorps                                                                           |
| 1940                                     |         |                                |             | Les conseils d'arrondissement ont été suspendus par la loi du 12 octobre 1940 et n'ont jamais été réactivés |
| Les données manquantes sont à compléter. |         |                                |             | |

## Composition
Le canton de Ménigoute groupait 11 communes et compte 4 868 habitants (population municipale) au 1er janvier 2009.
| Communes                  | Population (2012) | Code postal | Code Insee |
| ------------------------- | ----------------- | ----------- | ---------- |
| Chantecorps               | 336               | 79340       | 79068      |
| Coutières                 | 155               | 79340       | 79105      |
| Fomperron                 | 424               | 79340       | 79121      |
| Les Forges                | 126               | 79340       | 79124      |
| Ménigoute                 | 881               | 79340       | 79176      |
| Reffannes                 | 371               | 79420       | 79225      |
| Saint-Germier             | 192               | 79340       | 79256      |
| Saint-Martin-du-Fouilloux | 216               | 79420       | 79278      |
| Vasles                    | 1 693             | 79340       | 79339      |
| Vausseroux                | 356               | 79420       | 79340      |
| Vautebis                  | 118               | 79420       | 79341      |

## Démographie
| 1962  | 1968  | 1975  | 1982  | 1990  | 1999  | 2006  | 2009  | - |
| ----- | ----- | ----- | ----- | ----- | ----- | ----- | ----- | - |
| 6 872 | 6 205 | 5 440 | 5 031 | 4 686 | 4 509 | 4 697 | 4 868 | - |